# Popinci
Popinci (ćir.: Попинци) je naselje u općini Pećinci u Srijemskom okrugu u Vojvodini.

## Stanovništvo
Prema popisu stanovništva iz 2002. godine u naselju Popinci živi 1.360 stanovnika, od čega 1.025 punoljetnih stanovnika s prosječnom starosti od 37,6 godina (35,8 kod muškaraca i 39,4 kod žena). U naselju ima 415 domaćinstva, a prosječan broj članova po domaćinstvu je 3,28.
Prema popisu iz 1991. godine u naselju je živjelo 1.219 stanovnika.
| Etnički sastav 2002. |            |        |
| Narod                | Stanovnika |        |
| Srbi                 | 1.232      | 90,58% |
| Romi                 | 110        | 8,08%  |
| Hrvati               | 6          | 0,44%  |
| Makedonci            | 4          | 0,29%  |
| Crnogorci            | 1          | 0,07%  |
| Jugoslaveni          | 1          | 0,07%  |
| Mađari               | 1          | 0,08%  |
| nepoznato            | 3          | 0,22%  |

| broj stanovnika | 1483  | 1436  | 1360  | 1273  | 1252  | 1219  | 1360  |
|                 | 1948. | 1953. | 1961. | 1971. | 1981. | 1991. | 2001. |

## Vanjske poveznice
- Karte, položaj vremenska prognoza
- [neaktivna poveznica]